# Bakdalbong
Bakdalbong (koreanska: 박달봉) är en bergstopp i Sydkorea.   Den ligger i provinsen Gyeonggi, i den norra delen av landet, 70 km nordost om huvudstaden Seoul. Toppen på Bakdalbong är 701 meter över havet.
Terrängen runt Bakdalbong är kuperad. Runt Bakdalbong är det ganska tätbefolkat, med 160 invånare per kvadratkilometer. I omgivningarna runt Bakdalbong växer i huvudsak blandskog.